# Quarterly Journal of Economics
Il Quarterly Journal of Economics (QJE) è una rivista di economia statunitense pubblicata dal 1886.

## Storia editoriale
Venne fondato nel 1886 e  pubblicato dal MIT con la redazione del Dipartimento di Economia dell'Università di Harvard. I suoi redattori attuali sono Robert J. Barro, Edward L. Glaeser e Lawrence F. Katz. Il QJE è il più antico periodico economico specializzato in lingua inglese, e cura tutti gli aspetti della materia, dalla teoria microeconomica, da sempre curata con molta enfasi dal periodico, a quella macroeconomica, sia quando si tratti di evidenze empiriche, sia di teorie.

### Esempi di articoli pubblicati sul QJE
- Distribution as Determined by a Law of Rent (1891), di John B. Clark;
- A Contribution to the Theory of Economic Growth (1956), di Robert Solow;
- Il mercato dei limoni - The Market for Lemons: Quality Uncertainty and the Market Mechanism (1970), di George Akerlof;
- The Impact of Legalized Abortion on Crime (2001), di Steven Levitt e John J. Donohue.